# Article 800-2 du code de procédure pénale français
 (novembre 2019).
L'article 800-2 du code de procédure pénale français est un texte législatif permettant au juge d'allouer une somme, versée par l'État ou la partie civile, à la partie d'un procès pénal qui a été relaxée ou qui a bénéficié d'un non-lieu.

## Historique
Ce texte est entré dans le corpus juridique français par l'article 88 de la loi du 15 juin 2000 relative à la présomption d'innocence.
Contesté devant le Conseil constitutionnel, ce texte a été déclaré contraire à la Constitution par une décision du 21 octobre 2011, qui a prononcé l'annulation à compter du 1er janvier 2013 pour que le Parlement puisse réformer le texte sans préjudice pour les personnes concernées.
Le texte a été réécrit par la loi no 2012-1509 du 29 décembre 2012 de finances pour 2013.
Contesté à nouveau devant le Conseil constitutionnel, ce texte a encore été déclaré contraire à la Constitution concernant son premier alinéa par une décision no 2019-773 QPC du 5 avril 2019, qui a prononcé l'annulation à compter du 31 mars 2020 pour que le Parlement puisse réformer le texte sans préjudice pour les personnes concernées.

## Signification
Il est des cas dans lesquels une personne a fait l'objet d'une enquête judiciaire, soit simple (enquête préliminaire, enquête de flagrance), soit approfondie (instruction judiciaire) qui se termine par un non-lieu ordonné par le juge d'instruction ou la chambre de l'instruction, ou par une décision de relaxe (tribunal de police, tribunal correctionnel, juridiction de proximité) ou d'acquittement (Cour d'assises). 
Néanmoins, pour faire valoir ses droits, elle a pu payer des frais importants (liste non exhaustive) :
- frais d'avocat
- frais de détective privé
- frais d'expertise non judiciaire
- frais de transports et de déplacements
- frais de citation de témoins
- frais de constats d'huissier de justice

La loi envisage donc que ces frais puissent être payés par l'État, au titre de sa responsabilité administrative sans faute : l'État a enquêté, il a mis à mal la présomption d'innocence concernant tel ou tel suspect, la personne a payé sur ses deniers des frais qu'elle ne devait pas payer, il est donc équitable que l'État l'indemnise.
Ces frais sont payés par la partie civile lorsque le procès résulte de son action positive, notamment en cas de citation directe ou de constitution de partie civile devant le doyen des juges d'instruction. Un cas typique dans lequel la partie civile devra payer ce type d'indemnité concerne les cas de diffamations ou les délits de presse.

## Détermination de la somme à payer
Le texte renvoie au décret intégré à l'article R. 249-2 du code de procédure pénale : « L'indemnité prévue par l'article 800-2 comporte l'indemnisation des frais d'avocat exposés par la personne poursuivie, dont le montant ne peut excéder la contribution de l'État à la rétribution de l'avocat qui aurait prêté son concours à l'intéressé au titre de l'aide juridictionnelle pour l'ensemble de la procédure ayant abouti à la décision de non-lieu, de relaxe ou d'acquittement. ». La demande de remboursement des frais d'avocat exposés est donc limitée par le montant de l'indemnisation versée par l'État, si l'avocat était intervenu au titre de l'aide juridictionnelle.
L'indemnité réclamée peut également concerner, sauf si la personne poursuivie était en détention provisoire lors de ses comparutions devant les juridictions d'instruction ou de jugement :
1° Pour les interrogatoires de la personne devant le juge d'instruction, la chambre de l'instruction ou un magistrat d'une juridiction de jugement chargé d'un supplément d'information, sa comparution devant le tribunal ou le juge pour enfants, le tribunal de police ou la juridiction de proximité, le tribunal correctionnel ou la chambre des appels correctionnels, des indemnités de comparution ne pouvant excéder celles calculées dans les conditions fixées aux articles R. 129, R. 130 et R. 131 ; 
2° En cas de comparution devant la cour d'assises, des indemnités journalières ne pouvant excéder celles calculées dans les conditions fixées à l'article R. 140 ;
3° Des indemnités de transport ne pouvant excéder celles calculées dans les conditions fixées aux articles R. 133 et R. 138 ; 
4° Si l'intéressé a été retenu hors de sa résidence du fait de ses comparutions devant les juridictions d'instruction ou de jugement, des indemnités de séjour ne pouvant excéder celles calculées dans les conditions fixées à l'article R. 111.

## Personnes bénéficiaires
Il s'agit principalement de la personne relaxée, acquittée ou bénéficiant du non-lieu. Mais il peut aussi s'agir du civilement responsable, c'est-à-dire le père ou la mère (pour le cas d'un mineur de 18 ans), ou d'une entreprise (pour le cas de délit en droit du travail par exemple ou de fraude fiscale).
Il convient de souligner que ce texte ne concerne pas l'indemnisation de la détention provisoire lorsque la personne a été ultérieurement relaxée ou a bénéficié d'un non lieu. Cette situation est prévue par les articles 149 et suivants du code de procédure pénale.

## Procédure
La procédure de demande d'indemnité pour les frais exposés est intégrée au procès pénal qui statuera sur l'affaire. Toutefois, la demande doit être formée avant qu'il ne soit statué sur l'action publique et la décision est rendue avec la décision sur l'action publique.

### Demande
La demande est formalisée dans une requête qui doit être datée et signée par le demandeur ou son avocat et être adressée à la juridiction soit par lettre recommandée avec demande d'accusé de réception, soit remise au greffe contre récépissé. 
L'article R. 249-3 précise que devant le juge d'instruction ou la chambre de l'instruction, la demande doit être faite au plus tard avant l'expiration du délai de vingt jours prévu à l'article 175 du code de procédure pénale. Devant une juridiction de jugement, elle est formée avant la clôture des débats.
La requête doit indiquer le montant de l'indemnité demandée en détaillant la somme réclamée pour chacune des catégories de frais exposés visées à l'article R. 249-2 : frais d'avocat, de comparution, de transport, de séjour.
La requête est accompagnée des pièces justificatives. Les frais d'avocat sont justifiés par une attestation de ce dernier indiquant soit le montant de ses honoraires, soit le fait que ceux-ci ont dépassé le montant du plafond prévu.
Pour permettre le règlement de l'indemnité en cas de décision favorable, la requête doit comporter nécessairement l'adresse actuelle de la personne et dans la mesure du possible un relevé d'identité bancaire d'un compte dont la personne est titulaire et sur lequel elle souhaite que le versement soit effectué.
Un exemple de formulaire de requête a été établi par le Ministère de l'intérieur.